# Ida Hinz

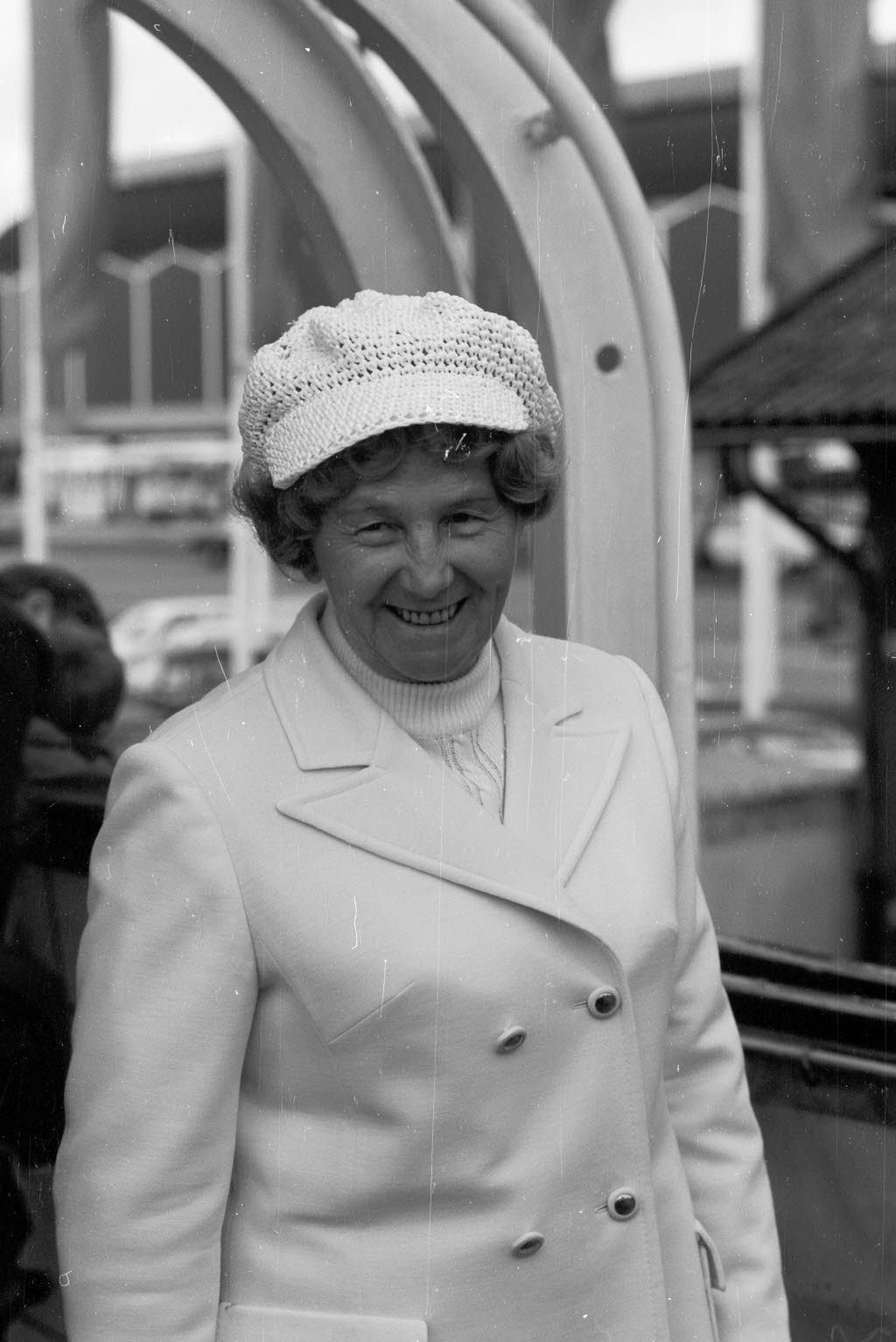
Ida Hinz

Ida Hinz, geborene Präkelt (* 28. Dezember 1904 in Bönebüttel; † 26. Mai 1986 in Kiel) war eine deutsche Kommunalpolitikerin und Stadtpräsidentin in Kiel.

## Leben
Ida Hinz, seit 1919 Mitglied der sozialistischen Arbeiterjugend (SAJ) und seit 1921 Mitglied der SPD, war von 1946 bis 1974 Mitglied der Ratsversammlung der Stadt Kiel. Seit 1951 war sie Magistratsmitglied und stellvertretende Stadtpräsidentin. 1970 wurde sie als erste Frau in der Geschichte der Stadt Kiel Stadtpräsidentin und 1974 würdigte die Stadt Kiel ihre Verdienste mit der Verleihung der Ehrenbürgerrechte. Damit sollte die beispielhaft kommunalpolitische Tätigkeit von „uns Ida“, wie sie weithin genannt wurde, gewürdigt werden.
Ida Hinz war auch Ehrenmitglied der Gaardener Gilde. Der Ida-Hinz-Platz in Kiel erinnert an die ehemalige Kommunalpolitikerin und Stadtpräsidentin.
Ihr Ehrengrab befindet sich auf dem Alten Urnenfriedhof (Kiel), Feld 25, Nr. 17–18.

## Ehrungen
- 1971: Bundesverdienstkreuz 1. Klasse[2]
- Freiherr-vom-Stein-Medaille[2]
- Andreas-Gayk-Medaille[2]
- 1974: Ehrenbürgerin der Stadt Kiel